# Ludwig Grauert (Staatssekretär)

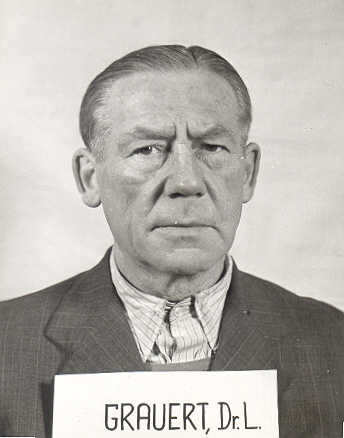
Grauert während der Nürnberger Prozesse

Ludwig Grauert (* 9. Januar 1891 in Münster; † 4. Juni 1964 in Köln) war ein deutscher Jurist, der als Staatssekretär im Innenministerium und SS-Brigadeführer in der Zeit des Nationalsozialismus Bedeutung erlangte.

## Leben
Nach dem Schulbesuch studierte Grauert Rechtswissenschaften und legte 1913 das erste juristische Staatsexamen ab. Am Ersten Weltkrieg nahm er ab August 1914 zunächst als Soldat des Münsteraner Kürassier-Regiments Nr. 4 und danach als Angehöriger einer Maschinengewehrabteilung teil. Zuletzt war er als Pilot an der Westfront eingesetzt. Bei der Staatsanwaltschaft Münster war er nach dem bestandenen zweiten Staatsexamen 1921 als Gerichtsassessor tätig, anschließend wurde er in derselben Funktion nach Bochum versetzt.
Grauert wurde 1923 zum Abteilungsleiter des Arbeitgeberverbandes der Hüttenbetriebe in Düsseldorf ernannt. In den Jahren von 1928 bis 1931 agierte er als Geschäftsführendes Vorstandsmitglied der Arbeitgeberverbände Deutscher Eisen- und Stahlindustrieller (Gruppe Nordwest). Im Rahmen dieser Tätigkeit förderte er die NSDAP finanziell, ohne dies mit dem Vorstand der Nordwest-Gruppe, Ernst Poensgen, abgesprochen zu haben. Fritz Thyssen erstattete dem Verband den Betrag von 100.000 Reichsmark, den Grauert an die Partei gezahlt hatte; deswegen wurde Grauert nicht von den einflussreichen Männern Poensgen und Gustav Krupp von Bohlen und Halbach, dem Besitzer der Friedrich Krupp AG, entlassen. Auf Wunsch Poensgens trat er 1930 für die Volkskonservative Vereinigung erfolglos zur Reichstagswahl 1930 an.
Zum 1. Mai 1933 trat Grauert in die NSDAP ein (Mitgliedsnummer 3.262.849). Am 22. Februar 1933 wurde er von Hermann Göring als Nachfolger von Erich Klausener zum Ministerialdirektor der Polizeiabteilung des preußischen Innenministeriums ernannt. In dieser Eigenschaft war er in den folgenden Monaten maßgeblich an der Säuberung des preußischen Beamtenapparats, insbesondere der Polizei, im nationalsozialistischen Sinne beteiligt. 1934 wurde ihm in Anerkennung dieser Tätigkeit öffentlich attestiert, dass unter seiner Leitung die Umordnung der Polizei und der Einbau des Führergedankens in die preußische Verwaltung erfolgt sei.
In der Nacht des Reichstagsbrands vom 28. Februar 1933 schlug Grauert die Verabschiedung einer „Notverordnung gegen Brandstiftung und Terrorakte“ vor, die schließlich eine der Grundlagen der Reichstagsbrandverordnung bildete, durch welche die Grundrechte der Weimarer Republik außer Kraft gesetzt wurden und somit die Grundlage für die Beseitigung des Rechtsstaats und die Errichtung der NS-Diktatur gelegt wurde. Es ist in der Forschung umstritten, ob Grauert die Verordnung in der Nacht des Reichstagsbrands spontan vorschlug oder ob sie bereits vorher ausgearbeitet worden war. Ebenso ist nicht eindeutig geklärt, ob er in starkem Maße an ihrer inhaltlichen Ausarbeitung und Gestaltung beteiligt war oder ob er lediglich das fertige Dokument der Regierung bei der Ministerbesprechung im Innenministerium in der Nacht vom 27. zum 28. Februar oder der Kabinettssitzung vom 28. Februar vorlegte. Im Ergebnis lieferte die Verordnung jedenfalls die juristische Grundlage für die ersten Massenverhaftungen von politischen Gegnern der Nationalsozialisten und die Errichtung der ersten Konzentrationslager.
Am 11. April 1933 wurde Grauert auf Veranlassung Görings zum Staatssekretär im preußischen Innenministerium ernannt, während das Amt des Ministerialdirektors auf Kurt Daluege überging. Grauert wurde ebenfalls 1933 Mitglied des Preußischen Staatsrats. Als Staatssekretär erließ Grauert am 22. Juni 1933 die Anordnung zur Errichtung der Emslandlager. Er trat am 2. Juni 1933 in die SS ein (SS-Nummer 118.475) und wurde am gleichen Tag direkt zum SS-Oberführer befördert. Am 20. April 1935 folgte seine Ernennung zum SS-Brigadeführer. Nach der schrittweisen Übertragung der Kontrolle über die Polizei an die SS, aber auch wegen laufender Ermittlungen gegen ihn durch das Oberste Parteigericht, wurde Grauert zum 1. Juli 1936 – zu dieser Zeit zweiter Staatssekretär des inzwischen vereinigten Reichs- und preußischen Innenministeriums – in den einstweiligen Ruhestand versetzt.
Des Weiteren gehörte Grauert zu den Gründungsmitgliedern der Akademie für Deutsches Recht von Hans Frank und saß dem Kuratorium für allgemeine und innere Verwaltung der Verwaltungsakademie in Berlin vor. In dieser Zeit war er Mitautor verschiedener Schriften zur Sammlung und Veröffentlichung von geltenden Rechtstexten für das Land Preußen seit 1933. Obwohl als solche bezeichnet, tragen die Mehrzahl der Abdrucke keinen Gesetzescharakter, da sie in keiner Weise als solche legitimiert wurden. Nach seinem Ausscheiden aus dem Staatsdienst gehörte Grauert dem Aufsichtsrat des Unternehmens Deutsche Continental-Gas-Gesellschaft in Dessau an.
In der Wehrmacht war er von November 1942 bis September 1944 Oberst und Kommandeur des Flugabwehrkommandos Dänemark.
In den Nürnberger Prozessen wurde er als Zeuge vernommen. Grauert stellte sich auch als Entlastungszeuge für Wilhelm Stuckart bei dessen Verfahren zur Beamtenversorgung 1953 zur Verfügung.

## Schriften
- Der Rechtsstreit im Arbeitskampf der westdeutschen Eisenindustrie 1928. Bensheimer Verlag, Mannheim 1929.
- Der Oeynhausener Schiedsspruch. In: Stahl und Eisen, 50. Jahrgang 1930, Heft 26 (vom 26. Juni 1930), S. 913–915.
- (mit Roland Freisler und Karl Krug): Das neue Recht in Preußen. Ergänzbare Sammlung des geltenden preußischen Rechts seit dem Reichsermächtigungsgesetz, unter Berücksichtigung des gesamten neuen Kommunalrechts, mit Erläuterungen. 2 Bände, Spaeth & Linde, Berlin 1933.
- (mit Ernst Froehlich, Bill Drews u. a.): Die Umgestaltung der preußischen Verwaltung durch die Reformgesetze vom 15. Dezember 1933 nebst Ausführungsvorschriften und einschlägigen Gesetzen und das Landesverwaltungsgesetz in seinem jetzt geltenden Bestande. Heymann, Berlin 1934.